# Conceição do Araguaia (tiểu vùng)
Conceição do Araguaia là một tiểu vùng thuộc bang Pará, Brasil. Tiều vùng này có diện tích 31195 km², dân số năm 2007 là 99868 người.